# Личной безопасности не гарантирую…
«Личной безопасности не гарантирую…» — советский художественный фильм 1980 года.

## Сюжет
Западная Белоруссия, граница с Польшей, март 1946 года. Меньше года назад закончилась тяжелейшая война. Местечко под названием Слободка, бывшее частью Польской республики и не знавшее Советской власти, кроме предвоенного года, оказалось под властью некогда помещика, хозяина этих мест Краковского и его банды. Какова бы ни была польская власть, но она продержалась двадцать лет, до 1939 года, и люди к ней привыкли и приспособились. Новая власть несла новые порядки, которые далеко не всем нравились. Это было время больших перемен, и оно требовало от каждого сделать свой выбор, с кем идти, на кого надеяться. Поэтому среди членов банды Краковского оказалось много местных жителей. Днем они могли вести обычную сельскую жизнь, а ночами присоединялись к банде и участвовали во всех ее акциях. Другие жители местечка были запуганы зверскими расправами Краковского над коммунистами и активными сторонниками советской власти. Положение единственного представителя новой власти, председателя сельсовета Ивана Моргунка, оказалось очень сложным и крайне опасным.
В это время в райцентр на практику прибывает боевой офицер, участник войны, выпускник Ленинградской партийной школы, Андрей Бологов. Поезд, в котором ехал Андрей, попадает в засаду и подвергается нападению банды Краковского. Бандиты проникают в поезд, расстреливают солдат охраны, убивают машиниста и явно кого-то ищут. Во время перестрелки Андрею удается проникнуть в кабину машиниста, включить задний ход и увести поезд с места нападения. Дерзость и осведомленность бандитов вызывают чувство тревоги, но и для надежды остается место, поскольку становится понятным, что Андрей не простой партийный работник.
В райцентре Андрей встречается с секретарем райкома партии, который вводит его в курс дела, объясняет обстановку, обращая внимание на шаткое положение местных властей, на множество бандитов в лесах, которые надеются на новую войну Запада с Советской властью и возвращение старых порядков. Помощник секретаря райкома, Ковалев, (которого бандиты искали в поезде, чтобы убить) рассказывает Андрею о положении дел в Слободке, о банде Краковского и ее членах. Главная задача, говорит секретарь райкома, это строительство, восстановление разрушенного войной хозяйства. Для этого нужно вывезти строительный лес, заготовленный еще немцами во время войны и складированный в окрестностях Слободки. Эту задачу и должен решить практикант Андрей Бологов.
Первым делом Андрей должен найти Ивана Моргунка, который в это время оказался в райцентре, а Ковалев должен показать, где его найти. Ковалев продолжает свой рассказ уже на улице и Андрей провожает его до дома Ковалева. Здесь они расстаются. Ковалев входит в свой дом, закрывает за собой дверь и тут оказывается, что за ним следил некий человек в кожаном пальто и фуражке с синим околышком, который стреляет вслед Ковалеву… Андрей находит Моргунка в пивной, знакомится с ним и узнает, что Моргунок переносит свое возвращение в Слободку назавтра, а Андрею предлагает поехать туда сегодня на сельской подводе. Во время их разговора в пивную заходит тот же человек в фуражке с синим околышком.
Подвода выезжает из райцентра, едет по проселочной дороге; на ней возница, женщина и Андрей Бологов. В заброшенной деревне телегу останавливают бандиты, вооруженные автоматами, ссаживают Андрея и ведут его к главарю, Краковскому. Тот устраивает допрос Андрею и тут выясняется, что бандиты хотели взять Моргунка, но ошиблись. Андрей не скрывает, что он коммунист, но дать какие-либо сведения о Моргунке и о цели своей поездки отказывается. Бандиты избивают Андрея, но понимают, что сломить его волю не получится. Тогда Краковский приказывает расстрелять Андрея. Бандиты уводят практиканта в лес, заставляют раздеться, приказывают бежать и устраивают на него охоту…
Но Андрей не погиб, он только ранен, пуля задела голову. Он скатился в низину, а бандиты поленились его преследовать, уверенные что холодной по-зимнему ночью, на снегу, босиком, без верхней одежды, он должен замерзнуть. Андрей понимает это и бежит сколько есть сил, пока не выходит к какой-то деревне уже в темноте. Он стучится в один дом, в другой, третий, но никто не открывает. И только в одном доме ему открыли дверь. Он падает на пороге, а приходит в себя уже в кровати, с перевязанной головой, накрытый шинелью. Оказалось, что он попал в дом Краковских, а его спасительница - Ганка, Ганна Краковская. Она говорит, что он сейчас в той самой Слободке и объясняет ему, что лучше ему тут не задерживаться, что никто его не защитит и не спасет. Тогда Андрей уходит ночевать к Шишке, местному жителю, как и советовал ему Моргунок. Рано утром Шишка отправляет связного Антека в банду Краковского с донесением о прибывшем постояльце, человеке из райкома.
Несмотря на попытку Шишки задержать его и оставить на ночь, Андрей уходит к закрытому сельсовету. Позднее туда приезжает Моргунок на конной повозке. Тут они замечают солдат, везущих трупы двух бандитов. Оказалось, что накануне банда Краковского напала на поезд. В перестрелке были ранены эти двое, которые были затем добиты по приказу Краковского. Моргунок предполагает, что они из местных и звоном церковного колокола собирает жителей местечка для опознания погибших. Люди собрались, но молчат. Андрей пытается словом пробудить сопротивление людей страху и злодеяниям. Сиротка-старший и его жена, Авдотья, со слезами и причитаниями узнают в убитых своих сыновей.
Иван и Андрей обедают у Шишки, который держит столовую и заодно выясняет планы начальства. Он узнает, что гости собираются ночевать в Клестовке, но те по ходу меняют план и ночуют у другого человека. Моргунок говорит, что в одном месте две ночи подряд никогда не ночует из-за опасности быть убитым. И действительно, этой ночью Краковский навещает Ганну, убеждает ее, что прежняя власть еще вернется, приказывает задержать Бологова при случае и предупредить об этом его, Краковского. К Сиротке ночью приходит сын, Матвей, дезертир и член банды. Дома ночует и Степан, другой член банды, а его жена, Степанида, умоляет его пожалеть её и детей и повиниться перед властями. Но условный свист и стук в окно призывают Степана к своему долгу, и тот уходит с бандитами убивать представителей власти.
Повезло Ивану и Андрею и на этот раз, они живы, но практикант не выдерживает и заявляет, что нельзя больше бегать и прятаться. Он убеждает Моргунка собрать людей, объясняет собравшимся, что строительный лес нужен им самим как хлеб и просит каждого помочь в вывозе леса. А Иван узнает в это время от своего человека, Федора, о событиях ночи и действиях бандитов. Собрание продолжается, люди с пониманием слушают Андрея, высказывают свои опасения, но Моргунок прерывает разговор и решительно требует назавтра всем собраться у сельсовета для вывоза леса. Люди его не слушают и спешно расходятся. Тогда Моргунок арестовывает Ганну, Шишку и Антека, Сиротку с Авдотьей и запирает их в сельсовете. Он арестовывает и Степаниду, которая тащит с собой своих детей. Приходит Бологов и убеждает Моргунка выпустить всех задержанных, чтобы не рушить доверие людей.
Андрей идет к Сиротке домой и застает там его сына, Матвея. Андрей предлагает тому помочь взять Кряка (Краковского), обещая сохранить Матвею жизнь. Затем Моргунок и Бологов обсуждают в сельсовете, как быть дальше, и тут входит человек с ручным пулеметом наперевес. «Да я с вами, ребята», - говорит вошедший, Николай Сивый. Теперь их трое и они решают действовать. Они вывешивают красный флаг на здании сельсовета, чем «заводят» Кряка и его бойцов, преспокойно бражничающих у Шишки. Бандиты решаются на открытое нападение и утром приходят к сельсовету, уверенные в своей безнаказанности. С ними Кряк, Матвей, Степан, бандит в кожаном пальто и фуражке с синим околышком. Но их уже ждали и застали врасплох. В коротком бою часть банды погибает, убивают и Степана… Степанида рыдает у тела «кормильца».
Андрей предлагает Ивану послать Николая к секретарю райкома за помощью, чтобы по горячему следу покончить с бандой Краковского. Затем он расспрашивает Федора о местах складирования леса и путях подъезда к ним, о людях, знающих эти места. Андрей приходит к Ганне домой, между ними завязывается откровенный разговор. Выясняется, что она сестра Краковского по отцу и воспитывалась вместе с ним. «Все так перепуталось, - говорит она с горьким чувством, - и Евгений Краковский был здесь недавно, он просил задержать вас и сообщить ему об этом». Раздается условный свист. «Не стойте возле окна, - со страданием говорит Ганна, - если б можно было начать все сначала». «Но вы возьмите и начните», - отвечает Андрей. Ганна порывисто обнимает Андрея.
К Сиротке во двор заезжает телега, запряженная лошадью. На ней сидит Матвей. Сиротка трогает его и… тот валится на спину. Он мертв, его казнили бандиты за отступничество. Краковский приходит к Ганне, она говорит, что в Слободке солдаты. Кракровский отвечает, что это конец, что он окружен предателями, что Матвей пытался выдать его властям и что им срочно нужно уходить на Запад. Ганна не выражает желания бежать, Краковский настаивает, запугивает ее. Сиротка ищет свою жену, не сразу находит ее в сарае… повешенной. Он снимает Авдотью, выгоняет овец из сарая, обливает сено на полу керосином и поджигает. Все их постройки горят бушующим пламенем. Андрей находит Ганну на пороге своего дома убитой.
Утренний туман, тихий берег, перелетные птицы, фигурка бегущего человека, автоматная очередь. Банда Краковского пытается захватить Слободку. Идет ожесточенный бой, во время которого Краковскому удается бежать. Бандиты взяты в плен и собраны у церкви. Местные жители пытаются устроить самосуд, но солдаты не дают и охраняют пленных. Среди пленных Грач, тот самый бандит в фуражке с синим околышком и в кожаном пальто убитого Ковалева. Офицер приказывает старшему по команде доставить пленных в район под усиленной охраной.
«Знаешь, Иван, я никогда бы не подумал, что через год после победы придется увидеть столько смертей, столько пожарищ», - говорит Андрей. «Хорошо, что тебя прислали», - отвечает Иван. «А я сам попросился сюда», - продолжает Андрей с улыбкой.
Перелетные птицы над берегом, красный флаг у сельсовета, караван сельских телег, направляющихся в лес. На последней подводе сидит практикант Андрей Бологов. 

## В ролях
- Ивар Калныньш — Андрей Бологов, уполномоченный райкома по лесозаготовке
- Семён Морозов — Иван Моргунок, председатель сельсовета
- Леонхард Мерзин — Евгений Краковский, главарь банды
- Виктор Павлов — Шишка
- Нина Русланова — Степанида
- Михаил Кокшенов — Матвей Сиротка
- Наталия Богунова — Надежда Николаевна
- Наталья Бражникова — Ганна Краковская
- Николай Кузьмин — Сиротка-старший
- Алексей Кожевников — Служка
- Татьяна Говорова — жена Служки
- Валерий Агафонов — Антек
- Алексей Крымов — Николай Сивый
- Галина Омельченко — Авдотья
- Анатолий Азо — Ковалёв
- Леонард Варфоломеев — секретарь райкома
- Борис Аракелов — Весёлый
- Александр Суснин — Клёст
- Павел Первушин — Фёдор
- Валерий Кравченко — Грач, бандит

## Съёмочная группа
- Автор сценария: Геннадий Бекаревич
- Режиссёр: Анатолий Вехотко
- Оператор: Александр Чечулин
- Художник: Валерий Юркевич
- Композитор: Игорь Цветков

## Критика
Критик В. Вишняков отметил, что в фильме традиционная сюжетная схема — поединок героя с бандитами — наполнена конкретным историческим содержанием. Впрочем, сюжетные ходы недостаточно проработаны: победу над бандитами герой одерживает слишком легко, и в этой лёгкости его характер не раскрывается.